# Schopp
Schopp là một đô thị ở huyện Kaiserslautern, bang Rheinland-Palatinate, phía tây nước Đức. Đô thị Schopp có diện tích 11,35 km².